# Yihad Islámica Palestina
Yihad Islámica Palestina (en árabe: حركة الجهاد الإسلامي في فلسطين‎, Harakat al-Jihād al-Islāmi fi Filastīn) es un movimiento yihadista e islamista sunita considerado terrorista por Estados Unidos, la Unión Europea, Reino Unido, Japón, Canadá, Australia e Israel. Su principal objetivo es la destrucción del Estado de Israel y su reemplazo por un Estado islámico en los territorios palestinos.
Este grupo define a la yihad como una acción bélica contra los israelíes. Además, la Yihad Islámica Palestina se opone a otros gobiernos árabes al considerarlos poco islámicos o demasiado prooccidentales. Las Brigadas Al-Quds, brazo armado de la organización, ha reivindicado su participación en numerosos ataques a Israel, incluyendo atentados suicidas. Su capacidad para cometer ataques terroristas contra Israel se vio drásticamente reducida tras la construcción de la barrera de seguridad en Cisjordania y el bloqueo a la Franja de Gaza, a pesar de sus constantes amenazas de realizar "acciones de martirio". El grupo ha sido responsable, atribuyéndose las acciones, del lanzamiento de cohetes qassam contra varias ciudades y asentamientos israelíes causando bajas civiles.
La Yihad Islámica Palestina es notablemente inferior a Hamás en cuanto a número de integrantes, capacidad militar e influencia política. Sus inicios se remontan a la década de 1970, cuando Fathi Shaqaqi y Abd Al Aziz Awda lideraban una rama de la Yihad Islámica Egipcia en la Franja de Gaza. Desde que Hamás alcanzase el poder en la Franja de Gaza a mediados de 2007, las discrepancias entre ambas organizaciones han sido notables.